# Tořič
Tořič (Ophrys) je rozsáhlý rod jednoděložných rostlin z čeledi vstavačovitých. Existuje přibližně čtyřicet botanických druhů a mnoho přírodních mezidruhových kříženců. Latinské rodové jméno je odvozeno z řeckého slova ophrys, což v překladu znamená obočí, povýšenost nebo pýchu a značí tak výjimečné postavení rodu mezi evropskými orchidejemi. Označení Ophrys poprvé použil pro označení rostliny v prvním století našeho letopočtu Plinius Starší ve své encyklopedii Naturalis historia.

## Rozšíření
Tořiče jsou terestrické orchideje rostoucí ve střední a jižní Evropě, severní Africe a Malé Asii. Na území České republiky lze nalézt tořič čmelákovitý Holubyho, tořič hmyzonosný a tořič včelonosný.

## Opylení
Tořiče svými květy napodobují vzhled samiček svých hmyzích opylovačů. Samečci konkrétního druhu se líhnou první a svými pokusy o páření přenášejí pylové brylky.